# Stoki (rejon przemyślański)
Stoki – wieś na Ukrainie w rejonoe lwowskim (do 2020 roku w rejonie przemyślańskim) należącym do obwodu lwowskiego.
W majątku rodzinnym w Stokach zamieszkiwał baron Adolf Jorkasch-Koch (1823-1902).

## Położenie
Na podstawie Słownika geograficznego Królestwa Polskiego i innych krajów słowiańskich: Stoki to wieś w powiecie bóbreckim, 6 km na wschód od Bóbrki.